# Сергазин, Шайдахмет
Шайдахмет Сергазин (27 апреля 1920, село Семиярка — 24 февраля 2006, Алма-Ата) — советский казахский государственный и коммунистический деятель, организатор сельскохозяйственного производства, председатель Есильского райисполкома Акмолинской области, Казахская ССР. Герой Социалистического Труда (1957).

## Биография
Родился 27 апреля 1920 года в крестьянской семье в селе Семиярка (сегодня — Жетижар). Происходит из подрода Булбул-Алдияр рода каракесек племени аргын. Участвовал в Великой Отечественной войне. После демобилизации возвратился в Казахстан, где был назначен директором зерносовхоза «Красногвардейский» Есильского района. С 1954 года — секретарь партийной организации совхоза, председатель Есильского райисполкома Акмолинской области.
Будучи председателем Есильского райисполкома, принимал участие в организации сельскохозяйственного производства во время освоения целины в Есильском районе. Указом Президиума Верховного Совета СССР от 11 января 1957 года за особо выдающиеся успехи, достигнутые в работе по освоению целинных и залежных земель, и получение высокого урожая удостоен звания Героя Социалистического Труда с вручением ордена Ленина и золотой медали «Серп и Молот».
Умер 24 февраля 2006 года в Алма-Ате. Похоронен на кладбище Кенсай-1.

## Награды
- Герой Социалистического Труда — указом Президиума Верховного Совета СССР от 11 января 1957 года
- Орден Ленина